# Quadrastichus ovulorum
Quadrastichus ovulorum is een vliesvleugelig insect uit de familie Eulophidae. De wetenschappelijke naam is voor het eerst geldig gepubliceerd in 1930 door Ferrière.